# Jan Dłużyński
Jan Franciszek Dłużyński (ur. 20 września 1885 w Krakowie, zm. ?) – major administracji Wojska Polskiego.

## Życiorys
Jan Franciszek Dłużyński urodził się 20 września 1885 w Krakowie, w rodzinie Jana i Kazimiery. Od 6 sierpnia 1914 pełnił służbę w Legionach Polskich. 1 stycznia 1917 został awansowany na chorążego żandarmerii. 20 lutego 1917 został wyznaczony na stanowisko komendanta Ekspozytury Żandarmerii Polowej w Warszawie z siedzibą przy ulicy Ludnej 11.
2 listopada 1918 został mianowany referentem żandarmerii przy generalnym komisarzu na Galicję, księciu Witoldzie Czartoryskim. Do jego obowiązków należało przejęcie żandarmerii od austriackich władz okupacyjnych. Pod względem służbowych spraw cywilnych podlegał komisarzowi generalnemu Juliuszowi Zdanowskiemu, a pod względem służbowych spraw wojskowych i personalnych szefowi Sztabu Generalnego. 1 czerwca 1921, w stopniu rotmistrza, pełnił służbę w Oddziale II Sztabu Ministerstwa Spraw Wojskowych w Warszawie, a jego oddziałem macierzystym był wówczas dywizjon żandarmerii wojskowej Nr 3 w Kielcach. Po zakończeniu działań wojennych został przeniesiony do rezerwy, zweryfikowany w stopniu majora ze starszeństwem z dniem 1 czerwca 1919 w korpusie oficerów rezerwowych administracji (dział kancelaryjny), zatrzymany w służbie czynnej, i przydzielony do biura szefa Administracji Armii. 1 lipca 1924 został przemianowany na oficera zawodowego ze starszeństwem z dniem 1 lipca 1919 i 1. lokatą w korpusie oficerów administracji (dział kancelaryjny). W dalszym ciągu pełnił służbę w biurze szefa Administracji Armii. Później został przeniesiony służbowo do Powiatowej Komendy Uzupełnień Warszawa Miasto I. W marcu 1927 został przeniesiony do Powiatowej Komendy Uzupełnień Warszawa Miasto III na stanowisko kierownika I referatu administracji rezerw i zastępcy komendanta. W listopadzie 1928 został zwolniony z zajmowanego stanowiska z równoczesnym przydziałem do Wojskowego Sądu Okręgowego Nr I w Warszawie na sześć miesięcy celem odbycia praktyki sądowej. W lipcu 1929 został oddany do dyspozycji dowódcy Okręgu Korpusu Nr I. Z dniem 31 października 1929 został przeniesiony w stan spoczynku. W 1934, jako oficer stanu spoczynku pozostawał w ewidencji PKU Warszawa M. III.

## Ordery i odznaczenia
- Krzyż Niepodległości (16 marca 1933)[13]
- Krzyż Walecznych (dwukrotnie)[8]